# Antitziganisme
L'antitziganisme, notamment appelé aussi la tziganophobie ou la romophobie, est l’hostilité, les préjugés et le racisme direct envers les Roms (aussi connus comme Gitans ou Tsiganes).
Dans les différents pays où se sont établies des communautés dites tsiganes, les Roms ont été sujets à diverses discriminations à travers l’histoire et le sont encore au XXIe siècle.

## Étymologie
La racine zigan est la base du mot donné au peuple Rom dans beaucoup de langues européennes. Il faut néanmoins noter que dans plusieurs régions zigan et ses dérivés sont considérés comme péjoratifs et offensants. De nombreux militants et intellectuels préfèrent donc utiliser le terme de « Rom(o)phobie »[réf. nécessaire].

## Histoire de l’antitziganisme

### XIIeetXVIesiècles
Au début du XIIe siècle, dans les registres byzantins, les Atsínganoi sont mentionnés comme des « sorciers… inspirés par le diable et qui prétendent prédire l’inconnu ». Vers le XVIe siècle beaucoup de Roms en Europe centrale et orientale travaillaient comme musiciens, forgerons ou soldats. L’expansion ottomane au travers de l’actuel territoire de la Bulgarie moderne les relégua au bas de l’échelle sociale, puisque les ottomans les percevaient comme n’ayant pas d’« affiliation professionnelle permanente apparente ».
Dans le Royaume de Hongrie (aujourd’hui l’ouest de la Slovaquie, de la Hongrie et de la Croatie), des politiques fortement hostiles aux Roms virent le jour à mesure que ces derniers étaient vus comme des espions turcs, ou comme la cinquième colonne. Dans cette atmosphère, ils étaient expulsés de nombreux endroits et adoptèrent progressivement un mode de vie nomade,.
La première législation à l’encontre des Roms apparut en Marche de Moravie en 1538, et trois ans plus tard, Ferdinand Ier ordonna l’expulsion des Roms à la suite d'une série d’incendies à Prague. Sept ans plus tard, la diète d’Empire à Augsbourg déclara que « quiconque tue un tzigane, ne sera pas coupable de meurtre ». En 1556, le gouvernement intervint afin d'« interdire la noyade des femmes et enfants tziganes ».
En Angleterre, l’Egyptians Act de 1530 interdit aux Roms l’entrée dans le pays et demande à ceux y résidant de quitter le territoire dans les 16 jours. Le non-respect de cette décision entraînant des confiscations de propriété, des peines d’emprisonnement ou de déportation. L’Egyptians Act 1554 amenda la loi précédente et posa que les Roms devaient abandonner leur « vilaines, oisives et impies vie et compagnie » et adopter un mode de vie sédentaire. Pour ceux qui échoueraient à adopter un mode de vie sédentaire le Conseil privé interpréta l'acte en permettant l’exécution des Roms ne respectant pas les lois « comme un avertissement aux autres ».
L'histoire des Roms en France est initialement marquée par une période de tranquillité, qui se termine à l'arrivée de Louis XIV sur le trône de France, qui fait passer une série de mesures répressives contre les Roms, auxquelles contribuent son ministre Colbert. Les déclarations prétendent que ceux-ci "ont commis plusieurs meurtres, des vols et des pillages, et que ces gens-là ne savent rien faire d'autre que de piller les autres nations."
Entre 1660 et 1682, les opérations de police à l'égard des Roms sont renforcées dans le royaume, avec la promulgation de la "Déclaration du roy contre les bohèmes", qui ordonne que tous les Roms soient arrêtés et déportés aux galères, où ils doivent rester jusqu'à leur mort, que toutes les femmes roms doivent être rasées et enfermées dans les hôpitaux, et que les enfants doivent être pris et élevés en orphelins. Les accusations principales sont le vagabondage, la réunion dans un lieu, la mendicité, la bonne aventure, le travail avec des armes, mais aussi la magie, la sorcellerie, et le vol.

### XVIIIesiècle
En 1710, Joseph Ier émit un édit contre les Roms, ordonnant que « tous les hommes adultes devaient être pendus sans procès, tandis que les femmes et les jeunes garçons devaient être fouettés et bannis à jamais ». De plus, les Roms devaient avoir leur oreille droite coupée dans le Royaume de Bohême, et l'oreille gauche dans la Marche de Moravie. Dans les autres régions d’Autriche ils étaient marqués au fer, dans le dos, d'un dessin représentant une potence. Ces mutilations permettaient aux autorités de les identifier comme Roms en cas d’une seconde arrestation. L’édit encourageait les responsables locaux à traquer les Roms, imposant une amende de 100 Rixdales à ceux qui ne le feraient pas. Quiconque venait en aide à des Roms était puni d’une demie année de travail forcé. En 1721 Charles VI amenda le décret pour y inclure l’exécution des femmes adultes Roms, alors que les enfants devaient être « mis dans des hôpitaux pour les éduquer ».
En 1774, Marie-Thérèse d’Autriche émit un édit interdisant les mariages entre Roms. Lorsqu'une femme Rom épousait un non-Rom, elle devait produire les preuves de « ses talents ménagers et de sa familiarité avec la doctrine catholique », alors qu’un homme Rom devait quant à lui prouver « ses capacités à aider sa femme et ses enfants » ; enfin, les enfants de plus de cinq ans devaient être enlevés à leur famille et éduqués par des familles non-Roms ».
Un panel fut établi en 2007 par le gouvernement roumain afin d’étudier l’esclavage des Roms aux XVIIIe et XIXe siècles pour les princes, propriétaires terriens et dans les monastères. L’esclavage des Roms en Roumanie fut aboli aux alentours de 1856.

### XIXesiècle
Le chapardage était un motif récurrent pour la persécution des Roms. En 1899, le Nachrichtendienst in Bezug auf die Zigeuner (Service de renseignements concernant les Tziganes) fut créé à Munich sous la direction d'Alfred Dillmann, collectant les données concernant l’ensemble des Roms sur le territoire allemand. Ce service de renseignement ne cessa ses activités qu’en 1970. Les premiers résultats furent publiés en 1905 le Zigeuner-Buch (livre des Tziganes) de Dillmann, et furent utilisés dans les années suivantes pour justifier le Porajmos. Ce livre décrit les Roms comme une « peste », une « menace », mais ne présente pratiquement comme « crimes tziganes » que des actes d'intrusion et de vol de nourriture.

### Porajmos

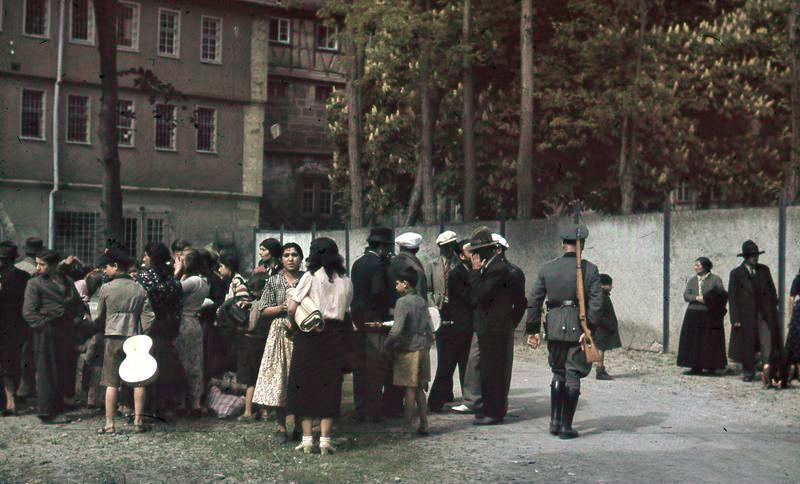
Déportation de Sinté depuis Asperg par l'Allemagne nazie, 1940

La persécution des Roms atteint son point culminant pendant la Seconde Guerre mondiale, lors du Porajmos (littéralement dévorer en romani), le génocide des populations tziganes par les nazis, pendant rom de la Shoah. Parce que les communautés roms d’Europe orientale étaient moins organisées que les communautés juives, il est plus difficile d’accéder au nombre réel des victimes, même si l'U.S. Holocaust Memorial Research Institute de Washington estime que ce dernier est compris entre 500 000 et 1,5 million. L’ancien professeur d’Ethnic Studies Ward Churchill avança l’idée que les populations Roms ont proportionnellement souffert davantage que les juifs d’Europe et que leur sort a largement été mis de côté par les universitaires et les médias.
L’extermination des Roms par les autorités de l’Allemagne nazie dans le Protectorat de Bohême-Moravie a été d’une telle ampleur que la langue romani de Bohême devint une langue morte. La politique des nazis varia d’un pays conquis à l'autre : ils tuèrent quasiment tous les Roms des pays baltes, alors qu’ils ne s’attaquèrent pas à ceux du Danemark ou de Grèce. Le processus de déportation et d'extermination fut facilité par les dispositions prises avant la guerre par les différents états européens visant à ficher méthodiquement les communautés roms, aidant de ce fait les arrestations de ces derniers par les autorités allemandes.
Les Roms furent également persécutés par les Oustachis en Croatie, qui étaient alliés aux Allemands. Il ne restait après la guerre presque aucun Rom en Croatie.

### États-Unis
L'histoire des Roms aux Etats-Unis est liée à celle de l'esclavage : en 1498, les premiers Roms débarquent sur le sol américain, lors du troisième voyage de Christophe Colomb aux Indes, pour servir d'esclaves. Cromwell déporta des Roms britanniques pour servir d'esclaves dans les plantations du Sud. En Jamaïque, à Cuba, et en Louisiane, certains esclaves roms étaient possédés par des Noirs affranchis, menant à l'apparition de communautés afro-roms, issues de l'union de personnes noires libres et d'esclaves roms, qui existent encore aujourd'hui. Entre 1762 et 1800, l'Espagne réduit des Roms en esclavage et les déporte dans leurs colonies en Louisiane.
De 1650 à 1700, l'Angleterre déporte de nombreuses personnes, parmi lesquels un grand nombre de Roms, en Virginie, en Pennsylvanie, en Jamaïque et à la Barbade, pour travailler dans les plantations, dans un état de semi-esclavage. Aux XVIe et XVIIe siècles, les femmes roms britanniques, en particulier, étaient déportées dans les colonies américaines et poussées à se reproduire avec des esclaves noirs, pour fournir de la main-d’œuvre esclave.
En 1866, le président Andrew Johnson, successeur d'Abraham Lincoln, s'oppose par droit de véto au Civil Rights Act, qui proposait l'extension de la citoyenneté aux Américains noirs, chinois et "tsiganes" (Gipsies), craignant qu'une telle loi ne soit biaisée en faveur des "personnes de couleur" et contre "les personnes blanches". À partir de 1885, les immigrants roms se virent interdit d'entrer aux Etats-Unis et furent contraints à retourner en Europe.

## Antitziganisme aujourd’hui

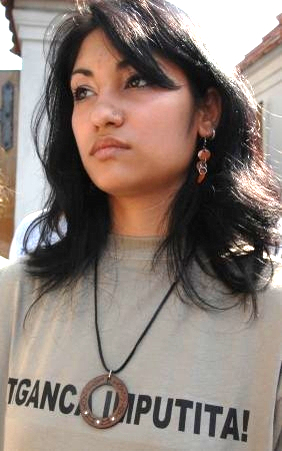
Femme Rom manifestant à Bucarest contre le président roumain Traian Băsescu, celui-ci ayant tenu, en mai 2007, des propos antitziganes à l'encontre d'un journaliste qui le menaçait.

Selon le rapport 2011 d’Amnesty International, «…des discriminations systématiques sont appliquées aux 10 millions de Roms à travers l’Europe. L’organisation a recensé les échecs des gouvernements du vieux continent quant au respect de leurs obligations ».
En 2021, à l'ONU, Fernand de Varennes, rapporteur spécial des Nations unies sur les questions relatives aux minorités par le Conseil des droits de l'Homme, a communiqué à propos de la montée de l'antitsiganisme actuel : « Les États doivent faire davantage pour lutter de manière proactive contre les signes croissants d'intolérance et d'attaques contre les Roms et les autres minorités, en particulier les crimes de haine et les attaques sur les médias sociaux. [...] Nous avons vu ce qui s'est passé lorsque les membres de la minorité juive dans l'Allemagne nazie ont été dépeints comme étrangers et antagonistes à la nation et aux valeurs et à la culture allemande. Aujourd'hui, les Roms sont à nouveau confrontés au même type de rhétorique de division ».
L’antitziganisme s’est poursuivi dans les années 2000 notamment en Slovaquie, Hongrie, Slovénie, Roumanie et au Kosovo. Les Roms vivent souvent dans des ghettos populaires, sont sujets à des discriminations à l’école et au travail, et sont également souvent sujets à des violences policières. En Bulgarie le professeur Ognian Saparev a écrit des articles expliquant que les « Tziganes » devraient être confinés dans des ghettos car ils ne s’intègrent pas, sont culturellement enclins au vol, ne désirent pas travailler, et utilisent leur statut de minorité pour « pratiquer du chantage » envers la majorité. Les responsables de l’Union européenne ont boycotté la République tchèque et la Slovaquie en 2007 du fait de la ségrégation appliquée aux enfants Roms dans les écoles.
En 2006, de nombreux Roms qui vivaient auparavant au Kosovo, vivaient dans des communautés de réfugiés au Monténégro et en Serbie. Ceux qui sont restés, craignent des attaques des Albanais, qui les voient comme « des collaborateurs serbes ». En février 2007, trois femmes Roms slovaques reçurent une compensation financière après un procès contre l’hôpital qui les avait stérilisées sans leur consentement. Alors que les stérilisations ont eu lieu entre 1999 et 2002, et que les trois femmes avaient à plusieurs reprises fait appel aux procureurs, elles étaient restées jusque-là ignorées.
Le Commissaire aux droits de l'homme du Conseil de l'Europe Thomas Hammarberg a été un critique virulent de l’antitziganisme, tant lors des rapports que des Periodic Viewpoints. En août 2008, Hammaberg notait que « aujourd’hui la rhétorique contre les Roms est très similaire à celle utilisée par les nazis et les fascistes avant les exterminations de masse des années 1930 et 40. Encore une fois, il est dit que les Roms sont une menace à la sécurité et à la santé publique. Aucune distinction n’est faite entre quelques criminels et l’écrasante majorité de la population Rom. C’est honteux et dangereux ».
Selon la dernière enquête de Human Rights First en matière de crime de haine, les Roms souffrent quotidiennement d’attaques dans la rue et d’autres lieux publics, entre leur habitation, leur lieu de travail et les marchés. Dans un nombre sérieux de cas de violence contre des Roms, les agresseurs se sont rendus dans des quartiers majoritairement habités par des Roms. Ces schémas de violence généralisée sont parfois tant censés causer un préjudice immédiat aux Roms sans distinction d’âge, que causer l’éradication physique de la présence des Roms dans les villes et villages.

### Union européenne
Le fait de placer les élèves Roms dans des écoles ou classes séparées reste important et répandu dans les pays d’Europe centrale et orientale. En Hongrie, Roumanie, Bulgarie et en Slovaquie, beaucoup d’enfants Roms sont placés dans des écoles, ou des classes, qui leur sont réservés, mais où le niveau d’éducation est également inférieur à celui des autres écoles. En Hongrie, Bulgarie et Slovaquie, beaucoup d’enfants Roms sont envoyés dans des écoles pour enfants avec problèmes d’apprentissage, que ces écoles leur soient appropriées ou non. En Bulgarie, ils sont envoyés dans des « écoles pour délinquants », où de nombreux droits de l’homme ne sont pas respectés.
Une étude des Nations unies montrait que les Roms d’Europe centrale et orientale, comme ceux de Bulgarie, sont arrêtés pour vol proportionnellement davantage que les autres groupes. Amnesty International et des organisations Roms telles que L’Union Rom ont condamné le racisme et les persécutions courantes de la police et des gouvernements. En juillet 2008, un article de Business Week trouvait que les régions où vivent des populations Roms étaient des « occasions manquées en matière d’économie ». Des centaines de personnes du village d’Ostravice dans les montagnes Beskides ont signé une pétition contre le projet de déplacement de familles Roms d’Ostrava dans leur village, craignant une invasion Rom et que leurs écoles ne puissent pas faire face à l’afflux d’enfants Roms.
En 2009, le comité antiracisme des Nations unies soutenait que « les Roms souffrent d’un racisme répandu à travers toute l’Union Européenne » que « les crimes commis en raison de la race sont une expérience quotidienne » pour les Roms, selon l’Agence de l’Union Européenne pour les droits fondamentaux ».
En octobre 2020, la Commission européenne adopte une stratégie pour lutter contre les discriminations subies par les Roms. Sept axes sont définis : « égalité, inclusion, participation, éducation, emploi, santé et logement. » Les objectis de la commission sont de diminuer d'au moins la moitié d'ici 2030 des indicateurs tels que les discriminations, les écarts d'espérance de vie, d'éducation, d'emploi, notamment entre hommes et femmes, et de pauvreté.

#### Allemagne
Après 2005 l’Allemagne déporta vers le Kosovo 50 000 personnes, pour la plupart des Roms. C'étaient des demandeurs d’asile ayant fui leur pays durant la guerre du Kosovo. Les personnes ont été déportées après avoir vécu plus de dix ans en Allemagne. Les déportations ont été hautement controversées : beaucoup des enfants déportés recevaient une éducation en Allemagne, parlaient allemand comme leur langue maternelle, et se considéraient comme allemands.

#### Bulgarie

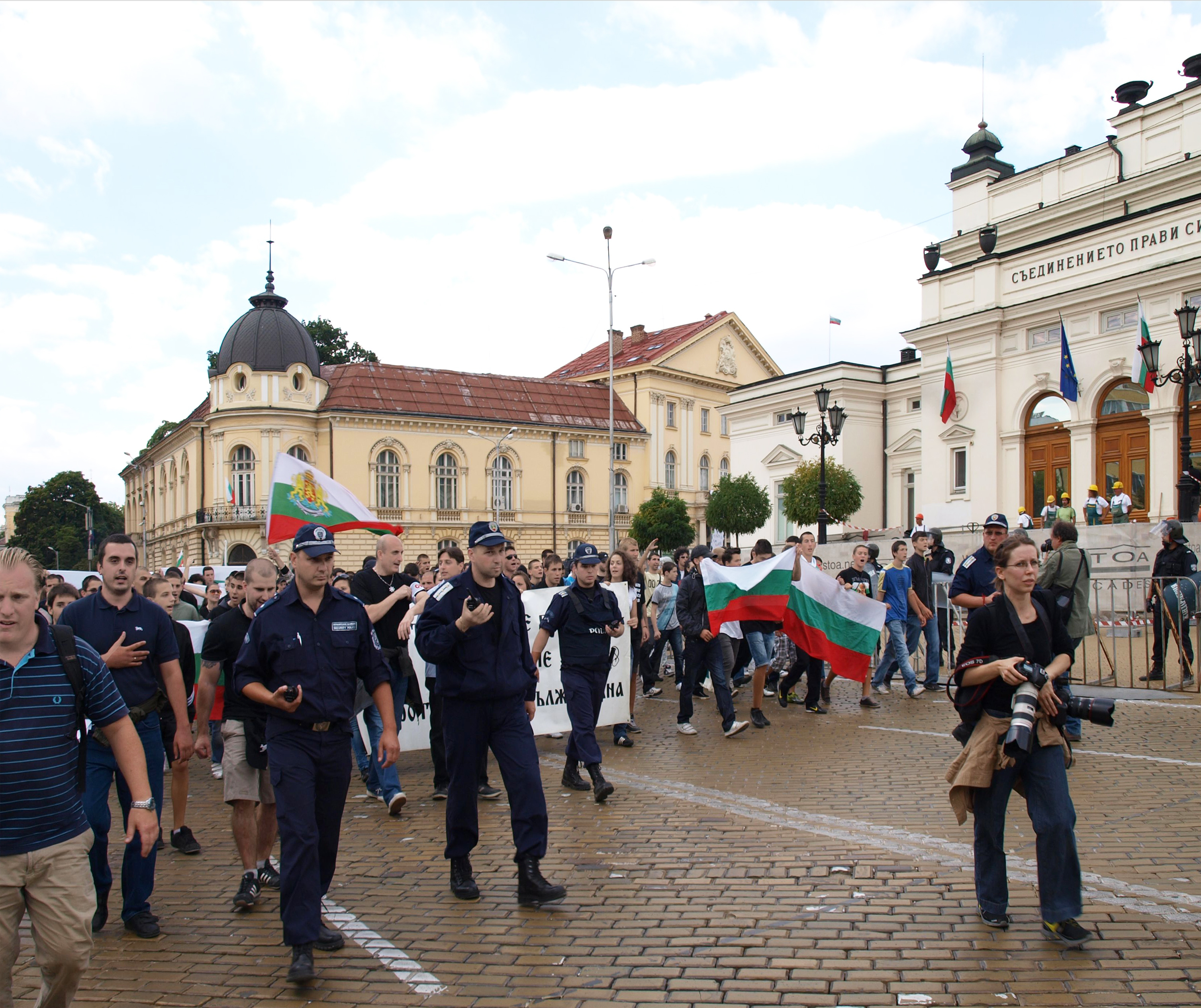
Manifestation du 1 octobre 2011 contre la « violence tzigane » après le massacre d'un jeune homme bulgare

En dépit du faible taux de fécondité dans le pays, le ministère de la Santé bulgare envisageait une loi ayant pour but de diminuer le taux de fécondité de certains groupes minoritaires, et notamment celui des Roms, en raison du fort taux de mortalité parmi les familles Roms, qui est typiquement élevé. Ce projet fut abandonné un peu plus tard notamment en raison du conflit engendré entre la législation européenne et la constitution bulgare.
En 2011, des manifestations anti-Roms éclatent peu avant les élections, alors que les Roms n'ont pas de perspective d'emploi, sont marqués par une criminalité importante et servent de bouc émissaire face aux inégalités sociales et à l'inefficacité de la justice.
En 2017 le vice-premier ministre Valeri Simeonov est reconnu coupable de discours discriminatoire envers les Roms. Selon un sondage réalisé par une des Open Society Foundations, 92 % des Bulgares ont déjà été témoins de discours de haine visant les Roms, les deux tiers disant en entendre souvent ou très souvent.
Des émeutes dans lesquelles des Bulgares viennent détruire les habitations des Roms sont en augmentation en 2019 et ont tendance à se multiplier à l'approche des élections, notamment lorsque le score des parti de droite ou conservateurs est faible.

#### Danemark
Au Danemark, il y a eu de nombreuses controverses lorsque la ville d’Elseneur décida de placer tous les élèves Roms dans des classes spéciales au sein des écoles publiques. Les classes ont été plus tard abandonnées, notamment après qu’il a eu été déterminé qu’elles étaient discriminantes, et les élèves Roms ont été remis dans les classes normales.
En 2017, le Danemark interdit la mendicité. Cette mesure vise les Roms qui arrivent nombreux d'Europe de l'Est.

#### France
(2016).
Le 20 mars 1895, les « nomades, bohémiens et vagabonds » circulant en France sont dénombrés. Une commission extraparlementaire considère peu après que les « nomades à caractère ethnique » (les Tsiganes) constituent l'essentiel de « l'armée du vagabondage dangereux », et suggère « d'obliger les nomades à détenir une pièce d'identité, passeport, carnet ou livret, (...) qui pourrait être uniforme et exigée sous peine de présomption de vagabondage ».

Bien avant la généralisation de la carte d’identité pour les Français, la loi du 16 juillet 1912 impose un carnet anthropométrique destiné à identifier les nomades et à surveiller leurs déplacements. 

« Art. 3 : Sont réputés nomades pour l'application de la présente loi, quelle que soit leur nationalité, tous individus circulant en France sans domicile ni résidence fixe et ne rentrant dans aucune des catégories ci-dessus spécifiées, même s'ils ont des ressources ou prétendent exercer une profession. Ces nomades devront être munis d'un carnet anthropométrique d'identité. »

Pendant la seconde guerre mondiale, la France a collaboré au Porajmos (génocide tsigane) en internant, déportant, raflant, assassinant, et parfois en enlevant les enfants à leurs parents afin de les sédentariser de force dans plus de 50 camps de concentration à travers tout le pays jusqu'en 1946. Encore aujourd'hui, les autorités françaises écartent ce fait historique pourtant reconnu par les instances européennes .
Le carnet anthropométrique est remplacé en 1969 par un livret de circulation, lui même supprimé par la loi du 10 juin 2015. La loi de 1969 instituant le statut discriminatoire des « gens du voyage » est abrogée par la loi du 22 décembre 2016 relative à l’égalité et à la citoyenneté.
La France a été la cible de critiques notamment pour son traitement des Roms. À l’été 2010, les autorités françaises ont démoli au moins 51 camps roms illégaux et ont commencé à rapatrier leurs résidents vers leur pays d’origine. Le gouvernement français a été accusé de mener ces actions dans un seul but politique.
En dépit du fait que la loi française impose aux communes de plus de 5000 habitants de créer des aires d'accueil pour les populations ayant préservé le nomadisme, cette obligation est souvent ignorée. Plus de la moitié des aires d'accueil existantes sont situées sur des zones non dépolluées, telles que d'anciennes décharges ce qui présente des risques sanitaires.
Le jeudi 17 octobre 2013, La France est condamnée par la Cour européenne des droits de l'Homme, (CEDH) pour avoir émis un avis d'expulsion en 2004 à l'encontre de français administrés « gens du voyage ».
Le 21 juillet 2013, Gilles Bourdouleix député-maire UDI de Cholet, a dit à propos des tsiganes qu'Hitler « n'en a peut être pas tué assez ». Il a été condamné en 2014 pour apologie de crimes contre l'humanité.
Le 28 mars 2014, la France est condamnée par l'ONU pour avoir entravé la libre circulation de ceux qui sont dénomés administrativement "gens du voyage".
En 2015, le maire de Champlan (Essonne) est condamné à la suite de son refus d'enterrement sur sa commune d'un bébé mort de parents roms,.
En 2019, la scolarisation des enfants est souvent refusée et dans certaines communes le taux de scolarisation ne dépasse pas les 50 %. L'accès au logement ou aux soins hospitaliers leur est également difficile. Des stéréotypes leur sont souvent associés, comme le vol d'enfants, et ils peuvent servir de bouc émissaire. Dans les banlieues pauvres, avoir une population encore plus pauvre à proximité est mal accepté.
En Juin 2020 au Parlement Européen, [pertinence contestée] une résolution est votée pour appeler «les institutions et les Etats membres de l'Union européenne à reconnaître officiellement les injustices du passé et les crimes contre l'humanité commis contre les personnes noires, les personnes de couleur et les Roms». Les eurodéputés R.N. Jordan Bardella, Hélène Laporte, Dominique Bilde, Julie Lechanteux et Jean-Lin Lacapelle ont voté contre cette résolution.
En décembre 2021, un rapport sur le droit des personnes Roms de la Défenseure des droits pointe un défaut de protection de cette population. Elle rappelle alors que la communauté Rom constitue un « "groupe socialement défavorisé et vulnérable" reconnu comme tel par la Cour européenne des Droits de l’homme qui demande une attention et protection particulières », et qu'elles continuent de vivre des discriminations dans le contexte français,.
En février 2023 à Villeron une centaine de Roms dans un bidonville sont chassés par la population locale, dont le maire.

#### Grèce
À Thessalonique et à Athènes en décembre 2022, des personnes protestent contre les violences policières et la discrimination à l'encontre des Roms après qu'un jeune de 16 ans a été abattu d'une balle dans la tête par un policier,,.

#### Hongrie
En Hongrie, la situation de la minorité rom est très variée sur le plan social et économique, à l'instar de l'ensemble de la population hongroise. Une partie importante des Roms de Hongrie est intégrée aux circuits économiques locaux et nationaux, notamment celle qui habite depuis des générations dans les grandes villes comme Budapest. Une autre partie est identifiée comme constitutive de la grande pauvreté en milieu rural, surtout dans les villages de l'est du pays. Cette pauvreté s'explique par la sous-qualification structurelle d'une bonne partie de la main-d'œuvre, à l'origine d'une exclusion violente du marché de l'emploi dans les premières années qui ont suivi le communisme. Le creusement des inégalités sociales et territoriales a enclenché depuis quelques années un début d'exode rural vers la périphérie des villes hongroises mais aussi plus anecdotiquement vers les pays occidentaux.
La discrimination à l'égard des Roms concerne essentiellement les populations les plus précaires. Elle se traduit par un discours stigmatisant sur le coût du chômage de masse pour la collectivité et notamment une critique virulente des aides sociales auxquelles ils ont accès. Cette critique est reprise par une large partie de la droite (Fidesz) et de façon plus radicale par le Jobbik (extrême droite). La montée des mouvements nationalistes hongrois et le développement de groupes para-policiers dans les campagnes de l'est (la Garde hongroise) ont été à l'origine de tensions fortes contre ces groupes. En 2009, la Hongrie a été le lieu d'une escalade de violences inédite, qui a abouti au meurtre d'un père et de son fils de cinq ans le 23 février à Tatárszentgyörgy, un village du sud-est de Budapest. Leur maison a été incendiée au cocktail Molotov par des groupes non identifiés. Les deux autres enfants de la victime ont été gravement brûlés. Des suspects ont été arrêtés. Afin de se prémunir contre ces exactions, des Roms ont fondé une Garde rom à l'image de la Garde hongroise. Les enfants issus de la communauté Rom sont parfois victimes de ségrégation à l'école, étant placés dans une classe à part, sans sortie scolaire ni de piscine.
Le parti d’extrême droite Jobbik organise des marches anti-Tsiganes. Des centaines de ses militants défilent en octobre 2012 dans une banlieue de Miskolc abritant une forte communauté tsigane en criant : « Allez donc travailler ! Disparaissez, nous ne voulons plus payer vos allocations sociales ». Le chef du Jobbik, Gabor Vona, déclare à cette occasion que « les gens qui ne travaillent pas ne devraient pas avoir d’enfants » et appelle au rétablissement de la peine de mort. L'homme politique et journaliste Zsolt Bayer, fondateur du parti Fidesz, provoque l'indignation en 2013 après avoir qualifié les Roms d’« animaux » qui n’étaient pas dignes de vivre comme des êtres humains, ajoutant également qu'une grande partie des Roms serait des « assassins » qu’il faudrait « éliminer ».

#### Italie
En mai 2008, le gouvernement Berlusconi IV déclare l'« urgence nomade » et met en place des politiques discriminatoires contre les Roms. Cette politique est jugée illégale par le Conseil d'État en 2011 puis par la cour de cassation en 2013. Cependant, les pratiques continuent sous les différents gouvernements.
En 2018, 15 à 20 % des Roms d'Italie (en) vivent dans des bidonvilles. 82 % des Italiens ont une opinion défavorable sur eux. Des propos racistes contre les Roms sont recensés en moyenne tous les deux jours.

#### Portugal
Des crapauds en céramique sont placés dans leurs vitrines par les commerçants qui ne souhaitent pas accueillir de clients roms, en raison de la superstition supposée de ceux-ci à l'égard du crapaud, qui serait perçu comme de mauvaise augure. Cette pratique a été dénoncée comme raciste,. Le film portugais Balada de um Batráquio (en français La Ballade du batracien) par Leonor Teles évoque ce phénomène.

#### République tchèque
Les Roms représentent 2 à 3 % de la population de la République tchèque. Selon Říčan (1998), les Roms représentent plus de 60 % de la population carcérale tchèque et environ 20 à 30 % gagnent leur vie de façon illégale, comme la prostitution, le trafic ou d’autres crimes. Ils sont donc ainsi vingt fois surreprésentés dans les prisons tchèques, si l’on compare avec leur part dans le total de la population.
Entre 1966 et 2012 la stérilisation contrainte des Roms est mise en place. En 2021 une loi de compensation partielle est mise en place.
Le taux de criminalité élevé et le comportement asocial génèrent une hostilité des Tchèques envers les Roms. Selon une enquête de 2010, 83 % des Tchèques considèrent les Roms comme asociaux et 45 % d’entre eux aimeraient les expulser de République tchèque. La majorité des Tchèques ne veulent pas avoir de Roms parmi leurs voisins (presque 90 %, bien plus que pour n’importe quel autre groupe), les voyant comme des voleurs et des parasites sociaux. En dépit des longs délais pour l’adoption d’un enfant, les enfants Roms dans les orphelinats ne sont pratiquement jamais adoptés par les couples tchèques. Après la révolution de Velours en 1989 les métiers employant traditionnellement des Roms ont soit disparu, soit été offerts à des travailleurs venus d’Ukraine, Roumanie, Pologne, Slovaquie, Mongolie, ou même du Nigeria.
Alors que l’attitude générale des Tchèques envers la minorité Rom est négative, les actes de violences antitziganes sont condamnés par l’opinion publique et réprimés par les autorités. Parmi les cas les plus médiatisés compte l’incendie criminel de Viktov en 2009, lors duquel quatre militants d’extrême-droite blessèrent sérieusement trois vieilles femmes Roms. L’opinion publique réagit par des dons aux familles, qui grâce à cet argent purent racheter une nouvelle maison, alors que les coupables étaient condamnés à 18 et 22 ans de prison. Les Roms sont au cœur de l’agenda public des groupes d’extrême-droite en République tchèque, groupes qui répandent l’antitziganisme, notamment par la médiatisation des actes criminels commis par des Roms contre la majorité tchèque, et surtout les cas de meurtres, viols, par exemple le viol et le meurtre d’un garçon de 13 ans à Duchcov ou encore le viol d’une jeune fille de 17 dans une église de Novy Bydzov, ou enfin le meurtre brutal d’une femme de 81 ans à Olesnice par un gang d’enfants Roms, qui avaient été envoyés commettre ce crime par le père de l’un d’entre eux, afin de profiter des punitions moindres appliquées aux mineurs. Les groupes d’extrême-droite organisent également des manifestations,, dans les quartiers où les Roms sont majoritaires, ou organisent encore des « patrouilles criminelles », dans ces mêmes zones. (Il n’y a néanmoins pas de milices à proprement parler, puisque les patrouilles appellent davantage les policiers en aide). L’extrême-droite promeut également le rapatriement volontaire des Roms en Inde, expliquant que l’État tchèque devrait couvrir l’ensemble des frais, y compris l’établissement de nouveaux lieux de vie sur place,. Plusieurs organisations Roms en appellent à un projet similaire, néanmoins au lieu d’une relocalisation en Inde, ils défendent une relocalisation en Allemagne, France, Royaume-Uni, Danemark, Suède, Finlande ou en Belgique, dont la République tchèque devrait rembourser l’intégralité des coûts.
En janvier 2010, Amnesty International a publié un rapport titré Injustice Renamed: Discrimination in Éducation of Roma persists in the Czech Republic. Selon la BBC, Amnesty International y défendait l’idée que malgré des changements cosmétiques introduits par les autorités, peu d’améliorations réelles ont été recensées ces dernières années en matière de discrimination contre les enfants Roms.
En 2021, la mort d'un Rom à la suite d'une interpellation de la police suscite l'indignation. La comparaison est faite avec le meurtre de George Floyd, et des manifestations reprennent le slogan Black Lives Matter, exigeant que « les vies roms comptent »,.

#### Roumanie
Les Roms représentent 3,3% de la population roumaine. Les préjugés contre les Roms sont courants parmi les Roumains, qui les caractérisent comme voleurs, sales et paresseux. Une enquête de l'association Pro Democraţia en Roumanie a révélé que 94% des personnes interrogées estiment que la citoyenneté roumaine devrait être révoquée aux Roms de souche qui commettent des crimes à l'étranger.
Plusieurs émeutes anti-roms ont eu lieu au cours des dernières décennies, parmi lesquelles les émeutes de Hădăreni de 1993, au cours desquelles une foule de Roumains et de Hongrois, en réponse au meurtre d'un Roumain par un Tsigane, a incendié 13 maisons appartenant à des Tsiganes, lynché trois Tsiganes et contraint 130 personnes à fuir le village.
À Baia Mare, le maire Cătălin Cherecheș a annoncé la construction d'un mur en béton de 3 mètres de haut et 100 mètres de long pour séparer les bâtiments dans lesquels vit la communauté rom du reste de la ville et apporter « ordre et discipline » dans la région.
Depuis 2002, une instance est chargée de la lutte contre les discriminations. Avant cela il était courant que les offres d'emploi ou de logement interdisent les Roms.

### États-Unis
Les préjugés contre les Roms sont encore courants en 2011 aux États-Unis, notamment de la part de la police.

### Serbie
Beaucoup des Roms de Serbie vivent dans des bidonvilles, leurs enfants vont rarement à l'école, et moins de 1 % de la population a un diplôme universitaire. La population serbe présente de l'antitziganisme. Plus de 90 % des demandeurs d'asile en provenance de Serbie sont Roms.

### Turquie
Un conscrit rom musulman turc d'Itlib en mai 2021 meurt dans des circonstances suspectes à la suite d'un discours de haine, les Roms des provinces de Kocaeli et de Sakarya ont protesté contre cette mort suspecte,,.

### Émigration et demande d'asile
En raison de l'antitziganisme, de nombreux Roms demandent l'asile. Entre 2007 et 2017, les États de l'Union européenne ont reçu 200 000 demandes d'asile de Roms des pays des Balkans occidentaux. Entre 1996 et 2001, 65 % des Roms d'Albanie ont émigré vers la Grèce. De nombreux Roms demandent l'asile ou immigrent en Allemagne.
En 2021, de nombreux passages de la frontière américano-mexicaine par des Roms de Roumanie sont signalés. Ceux-ci expliquent fuir le racisme de leur pays et demander l'asile aux États-Unis.